# Grégoire VII de Constantinople
Grégoire VII de Constantinople (en grec Γρηγόριος Ζ'), né le 21 septembre 1855[réf. nécessaire] à Sifnos et mort le 17 novembre 1924, est un religieux de l'orthodoxe qui a été patriarche de Constantinople du 6 décembre 1923 au 17 novembre 1924.